# Balatonszárszó
Balatonszárszó é uma vila da Hungria, situada no condado de Somogy. Tem 30,13 km² de área e sua população em 2019 foi estimada em 1.947 habitantes.